# Богоявленская церковь (Богоявление)
Богоявленская церковь — руинированный православный храм селе Богоявление Елатомского уезда Тамбовской губернии, ныне урочище в Рязанской области.

## История
Храм Богоявления был построен в 1911 году в селе Богоявление Елатомского уезда Тамбовской губернии. Первоначальный проект был выполнен в 1898 году архитектором Ф. А. Свирчевским. В проекте был применён особый, своего рода авторский, приём использования пустотелых пилонов в качестве основных опор для пятикупольных церквей «византийского» стиля. В пояснительной записке к первоначальному проекту храма Свирчевский упомянул о разработанном им ранее конструктивном методе: «Церковь эта спроектирована по образцу выстроенной и прочно существующей церкви в селе Лесном Ардашеве Темниковскаго уезда, с изменениями наружной отделки и пристроек сбоку колокольни». По просьбе попечителей строительства А. А. Виноградова и В. Г. Сорокина в 1903 году проект был изменён (автор неизвестен); изменения, коснувшиеся планировочной схемы церкви, не затронули принципиального конструктивного решения купольной системы: была убрана трапезная и колокольня, значительно увеличен центральный купол и расширен центральный неф.
В 1930-х годах храм был закрыт и использовался как склад зерна. Во время коллективизации часть жителей Богоявления погибли, часть арестованы, часть расселены по соседним деревням. Во время укрупнения колхозов оставшиеся жители села разъехались, последнюю семью переселили в 1984 году в соседнее село Большое Ляхово.

## Современность
В 2012 году храм передали в собственность Милостиво-Богородицкого женского монастыря Касимовской епархии. С тех пор перекрыли главный купол, водрузили новый крест, а далее восстановление здания очень сильно замедлилось.
Внутри церкви, на боковых стенах у входов, сохранились фрески. На них изображены кресты с подвесками.